# Dómna Michailídou
Pour les articles homonymes, voir Michailídou.
Dómna-María Michailídou, en grec moderne : Δόμνα-Μαρία Μιχαηλίδου, née le 13 novembre 1987) au Pirée, est une économiste et femme politique grecque.
Elle est, de janvier à juin 2024, ministre du Travail et des Affaires sociales dans le second gouvernement deKyriákos Mitsotákis.

## Biographie
Dómna Michailídou étudie l'économie à l'université d'York et est titulaire d'un MSc en études du développement de l'université de Cambridge, d'un Master of Philosophy en développement et crises économiques, également de l'université de Cambridge.
Depuis 2014, elle est maître de conférences invitée au Centre d'études du développement de Cambridge. Ses recherches universitaires portent sur les crises financières, les marchés de capitaux, les finances publiques, l'État-providence et la santé publique. Elle enseigne également la macroéconomie à la Judge Business School de Cambridge et la politique économique à la Government School de l'UCL. Elle a travaillé pour la Direction des études économiques de l'OCDE à Paris en tant qu'économiste, puis à Athènes également pour l'OCDE, sur la concurrence en tant qu'économiste de la concurrence. Elle est conseillère spéciale auprès d'organisations gouvernementales et non gouvernementales telles que l'ONU, la FAO et le British Council, entre autres. Il coordonne également des projets nationaux d'incitation des entreprises en tant que chargé de recherche au Centre de Cambridge pour les études sur le Moyen-Orient, à la Chambre de commerce du Soudan et au ministère de la santé de l'Iran.
Son livre The inexorable evolution of financialisation (en français : L'évolution inexorable de la financiarisation) est publié en 2016. Ses études sont publiées dans des revues universitaires (The Lancet, Journal of International Development, Health Policy and Planning), dans des rapports d'organisations internationales (OCDE, ONU) et dans des médias électroniques et imprimés (tels que Project Syndicate, BBC et plusieurs médias grecs). En 2016, elle participe à la rédaction du rapport annuel de l'OCDE sur la Grèce et en 2017 à la rédaction du rapport spécial de la même organisation sur la compétitivité de l'économie grecque.
En outre, Dómna Michailídou participe à des dizaines de conférences scientifiques internationales en tant que contributrice à des publications scientifiques et à des rapports de politique publique. En 2019, elle est annoncée comme future leader du réseau des relations transatlantiques du German Marshall Fund of the United States. En outre, elle est secrétaire de la Cambridge Graduate Union et présidente et membre du conseil d'administration du Newnham College de Cambridge.
En tant que vice-ministre du Travail et des Affaires sociales dans le gouvernement de Kyriákos Mitsotákis, depuis 2019, elle s'est concentrée sur la protection des enfants et la réduction des inégalités sociales.

## Publications

### Ouvrage
- (en) Michailidou D.M, Financial Crises in Emerging Markets : The destabilising effects of sudden surges of capital inflows and the inexorable evolution of financialisation, Palgrave Macmillan, 2015 (ISBN 978-1-137-55363-8)[5].